# Christine Berrou
Christine Berrou est une humoriste, comédienne et auteure française née le 3 juillet 1982 à Quimper.

## Biographie
Christine Berrou naît le 3 juillet 1982 à Quimper.

### Carrière d'humoriste
Après avoir refusé un emploi chez Ouest France à La Roche sur Yon, elle monte à Paris en 2007.
Elle est connue pour avoir fait partie pendant quatre ans, depuis 2012 de la troupe du Jamel Comedy Club,.
En 2010, elle fonde avec ses amies Bérengère Krief, Nadia Roz et Anne-Sophie Girard Le Connasse Comedy Club, spectacle joué jusqu'en 2013 au Théâtre du Point Virgule à Paris.
Elle est aussi chroniqueuse sur Europe 1 d'août 2014 au 18 juin 2021, date à laquelle elle annonce sa démission de la station après qu’on lui a demandé de retirer une allusion à Eric Zemmour dans une de ses chroniques,.
Elle intervient également à la télévision sur France 3 et Canal +.
Le 24 août 2021, elle intègre l’équipe remaniée qui sur France 2 anime Télématin dans sa nouvelle formule.

### Autrice
Christine Berrou a publié deux essais sur l'humour aux éditions Eyrolles, Écrire un one-man-show et monter sur scène puis Écrire une chronique presse, radio, télé, web en 2013.
Elle publie son premier roman, À la recherche du temps perdu sur Internet, aux éditions Flammarion, en novembre 2018.

## Télévision
- 2009-2010 :  On achève bien l'info - France 4.
- 2013 : Jamel Comedy Club, saison 6 - Canal+[2].
- 2014 : Jamel Comedy Club, saison 7 - Canal+[2].
- 2015 : Jamel Comedy Club, saison 8 - Canal+[2].
- 2016 : Jamel Comedy Club, saison 9 - Canal+[2].
- 2016 : Chroniqueuse dans l'émission de Dave Même le Dimanche sur France 3 aux côtés de Wendy Bouchard.
- 2017-2018 : Chroniqueuse dans l'émission de Cyrille Eldin La Case en + sur Canal+
- 2019 : Engrenages, saison 8
- 2020- : Chroniqueuse dans l'émission Piquantes ! sur Téva
- 2021- : Chroniqueuse dans Télématin sur France 2.

## Théâtre
- 2014-2015 : Stand Up au Point Virgule, Théâtre du Point Virgule[8].

## Cinéma
- 2014 : Elle double le personnage de Tombi dans le film d'animation Khumba[9]

## Radio
- 2010-2011 : La matinale du Mouv'[10].
- 2014-2017 puis 2018-2021 : Europe 1
  - 2014-2016 : chroniqueuse dans l'émission de Nikos Aliagas Sortez du Cadre[11]
  - 2016-2017 : chroniqueuse de Faites le taire ! dans Le Grand Direct des Médias
  - 2016-2017 : chroniqueuse dans l'émission de Anne Roumanoff Ça pique Mais C'est Bon
  - 2018-2021 : chroniqueuse dans l'émission de Anne Roumanoff Ça fait du bien

- 2017-2018 : RTL
  - 2017-2018 : Chroniqueuse dans l'émission matinale des week-end[12]

## Publications
- 2012 : Écrire un one-man-show et monter sur scène, Éditions Eyrolles.
- 2013 : Écrire une chronique, radio, presse, web, télé, Éditions Eyrolles.
- 2018 : À la recherche du temps perdu sur Internet : roman, Paris, Flammarion, 14 novembre 2018, 304 p. (ISBN 978-2-08-144624-3)
- 2021 : Le jour où j'ai réalisé que la personne toxique c'était moi, chez First[13],[14]
- 2023 : Le jour où j’ai rencontré le connard de trop, chez First[15]

## Engagement
- Septembre 2017: Elle prête son image et sa voix à une campagne[16] de l’association L214 dénonçant le traitement des poulets dans les élevages Doux. Elle y dit être végane.